# Jacoline Vinke
Jacoline Vinke (Hilversum 20 juli 1962) is een Nederlandse schrijfster van reisboeken. Ze is getrouwd met Giorgios Papaconstandinou, de voormalige minister van Milieu, Energie en Klimaatverandering van Griekenland.

## Levensloop
Vinke rondde het Gemeentelijk Gymnasium Hilversum af, waarna ze bedrijfskunde studeerde aan de Universiteit van Amsterdam. Vervolgens deed ze een postacademische studie aan de London School of Economics. Van 1989 tot 1997 was ze werkzaam als econoom bij de OECD en de UNEP.
In 1998 vestigde ze zich met haar man en haar twee zonen in Athene. Haar passie voor het schrijven over bijzondere plekken in Griekenland is ontstaan tijdens de familie-uitstapjes om Athene in het weekend te ontvluchten. De foto's voor haar tweede boek zijn gemaakt door de Nederlandse fotograaf André Bakker.